# Fritz Stroh
Fritz Stroh (* 8. August 1842 in Offenbach am Main; † 14. Februar 1920 ebenda; vollständiger Name: Friedrich Simon Stroh) war ein deutscher Kaufmann, Unternehmer und Verbandsfunktionär sowie Politiker, u. a. als  Mitglied der Ersten Kammer der Landstände des Großherzogtums Hessen.

## Leben
Fritz Stroh war ein Sohn des Realschullehrers und Fabrikanten Jakob Stroh und dessen Ehefrau Elise Stroh geb. Stiefel. Nach einer kaufmännischen Ausbildung wurde er Prokurist und 1881 Teilhaber der Schnupftabakfabrik Gebrüder Bernard in seiner Heimatstadt. Er engagierte sich in der Kommunalpolitik, war von 1883 bis 1898 Stadtverordneter, Kreistagsmitglied und übte von 1883 bis 1894 das Amt eines Ergänzungsrichters aus.
Von 1907 bis 1918 hatte er als auf Lebenszeit ernanntes Mitglied ein Mandat für die Erste Kammer der Landstände des Großherzogtums Hessen.
Er war verheiratet mit Anna geb. Hirschmann (1845–1907), Tochter des Offenbacher Bürgermeisters Johann Martin Hirschmann und dessen Ehefrau Philippine Hirschmann geb. Lückhardt.

## Öffentliche Ämter
- ab 1894: Mitglied der Handelskammer Offenbach
- 1901 bis 1908: Vizepräsident der Handelskammer Offenbach
- 1908 bis 1910: Präsident der Handelskammer Offenbach
- 1895 bis 1903: Handelsrichter an der Landgerichtskammer für Handelssachen in Offenbach

## Auszeichnungen
- 1896: Kommerzienrat
- 1907: Geheimer Kommerzienrat